# ولادیسلاف بریسوف (دوچرخه‌سوار)
ولادیسلاف بریسوف (روسی: Владислав Владимирович Борисов؛ زادهٔ ۵ سپتامبر ۱۹۷۸) دوچرخه‌سوار اهل روسیه است.